# Fred Schneider
Frederick William "Fred" Schneider III, född 1 juli 1951 i Newark, New Jersey, är en amerikansk rocksångare (spelar även koskälla). Han är mest känd för att ha varit frontman i rockbandet The B-52’s.

## Diskografi
Studioalbum med The B-52's
- The B-52's (1979)
- Wild Planet (1980)
- Whammy! (1983)
- Bouncing off the Satellites (1986)
- Cosmic Thing (1989)
- Good Stuff (1992)
- Funplex (2008)

Studioalbum med Fred Schneider and the Shake Society
- Fred Schneider and the Shake Society (1991)
- Just Fred (1996)

Med The Superions
Studioalbum
- Destination... Christmas! (2010)

EPs
- The Superions (2010)
- Batbaby (2011)

Singlar
- "Konnichiwa" (2014)

## Filmografi
- Trekkies 2 (2004)
- Each Time I Kill (2002)
- Godass (2000)
- Desert Blue (1998, endast röst)
- The Rugrats Movie (1998 endast röst)
- The Flintstones (1994)
- Hangfire (1991)
- A Matter of Degrees (1990)
- Funny (1989)
- Athens, GA: Inside/Out (1987, dokumentär)
- One Trick Pony (1980)